# 羅曼尼夫
羅曼尼夫（烏克蘭語：Романів），1933年至2003年稱为捷尔任斯克，是烏克蘭北部的市級鎮，由日托米爾州日托米爾區的羅曼尼夫市鎮負責管轄。該鎮距離日托米爾70公里，始建於1471年，面積74平方公里，海拔高度238米，2011年人口7,800，人口密度每平方公里104.5人。2003年改为现名。